# Major label
Major label (angl. ; česky „velká značka“ nebo „významná značka“) je v hudebním průmyslu označení kapitálově nejsilnějších hudebních vydavatelství ovládajících světový trh. Jako protiklad označení bývá užíván výraz „independent label“ pro nezávislá vydavatelství.
V současnosti existují tři velká hudební vydavatelství, které ovládají asi 80 procent světového hudebního průmyslu. Jsou to Universal Music Group, Sony BMG a Warner Music Group. Jejich produkce se dále dělí na hlavní a vedlejší značky (labely). Například BMG Entertainment má přes 200 vedlejších značek. Vzhledem k neustálému přelévání vedlejších značek mezi major labely, zakládání nových a rušení neúspěšných je obtížné se v nich orientovat.

## Vývoj
Major labely v letech 1988–1998 (velká šestka)
1. Warner Music Group
2. EMI
3. Sony Music (známá jako CBS Records až do ledna 1991, poté se přejmenovalo na Sony Music)
4. BMG Music
5. Universal Music Group
6. Polygram

Major labely v letech 1998–2004 (velká pětka)
1. Warner Music Group
2. EMI
3. Sony Music
4. BMG Music
5. Universal Music Group (Polygram byl pohlcen UMG)

Major labely v letech 2004–2008 (velká čtyřka)
1. Warner Music Group
2. EMI
3. Sony BMG (Sony a BMG se sloučily)
4. Universal Music Group

Major labely v letech 2008–2011 (velká čtyřka)
1. Sony Music Entertainment
2. EMI Group
3. Warner Music Group
4. Universal Music Group

Major labely od roku 2011 (velká trojka)
1. Sony Music Entertainment
2. Warner Music Group
3. Universal Music Group (EMI byla pohlcena UMG)

## Seznam major labelů
Seznam poskytuje pouhý základní přehled. Jsou uvedeny pouze hlavní značky, vedlejší značky uvedeny nejsou.
- Vivendi Universal: Universal Music Group, EMI Group, MCA Records, Motown, Geffen Records, Lost Highway, Polydor, Island, Def Jam
- Time Warner: Warner Music Group, Atlantic, Rhino, Elektra, Sire, Reprise, WEA
- Sony BMG Music Entertainment: Sony Music, Columbia, Epic, CBS, BMG, Arista Records, RCA

## Kritické názory
Nakladatelství jsou někdy ostře kritizována; uvádí se například, že:
- hlavním cílem obřích nakladatelství je výhradně zisk;
- umělecká kvalita nahrávek a kulturní inovace jsou pouhou okrajovou problematikou;
- pokud nový umělec neprodá okamžitě očekávané množství nosičů, je okamžitě nahrazen jiným. Není tak žádný čas na dozrávání nadějných talentů a výsledkem je nadprodukce stále stejně znějících interpretů „bez chuti a zápachu“.